# Mitchell Estens
Mitchell Estens (ur. 19 kwietnia 1987 r. w Moree) – australijski wioślarz.

## Osiągnięcia
- Mistrzostwa Świata Juniorów – Brandenburg 2005 – czwórka bez sternika – 8. miejsce[1].
- Mistrzostwa Świata U-23 – Glasgow 2007 – ósemka – 3. miejsce[1].
- Mistrzostwa Świata – Poznań 2009 – ósemka – 7. miejsce[1].